# SN 2012bl
SN 2012bl – supernowa typu Ia, odkryta 26 marca 2012 roku w galaktyce E234-G19. W momencie odkrycia, miała maksymalną jasność 15,4m.